# Venturia nigricoxalis
Venturia nigricoxalis är en stekelart som först beskrevs av Joseph Augustine Cushman 1915.  Venturia nigricoxalis ingår i släktet Venturia och familjen brokparasitsteklar. Inga underarter finns listade i Catalogue of Life.